# 托馬斯·弗雷澤·福爾摩斯
托馬斯·弗雷澤·福爾摩斯（英語：Thomas Fraser-Holmes；1991年10月9日—）是一位澳大利亞游泳運動員。在2014年泛太平洋運動會和2014年英聯邦運動會上，他獲得了200米自由泳項目的金牌。